# サイモン・プライス
サイモン・プライス（Simon Price、1967年9月25日 - ）は、イギリスの音楽ジャーナリスト、著作家。『インデペンデント』紙の日曜版『The Independent on Sunday』の音楽批評欄や、マニック・ストリート・プリーチャーズについての著書『Everything  (A Book About Manic Street Preachers)』などで知られている。

## 経歴
ラジオ・プレゼンターの息子であったプライスは、ウェールズのバリー・コンプリヘンシブ・スクールに学び、ユニヴァーシティ・カレッジ・ロンドンでフランス語と哲学を修めた
プライスは、まず『Barry & District News』紙で働き始め、1984年から1986年にかけて同紙に音楽コラムを書いた。その後、『Melody Maker』誌に9年間寄稿し続けた。
プライスは、1990年代半ばのロモ（ロマンティック・モダニズム）のシーンに深く関わっており、このシーンについて『Melody Maker』に大量の記事を載せ、ジ・アルカディア (the Arcadia) におけるクラブナイトの宣伝の片棒を担ぎ、さらにDJやツアー・マネージャーとして、ロモのパッケージ・ツアー「Fiddling While Romo Burns」に参加した。
マニック・ストリート・プリーチャーズの伝記である『Everything』は、1999年に『ガーディアン』紙上でキャロライン・サリヴァン (Caroline Sullivan) が「史上最も速く売れたロックンロールの本 (fastest selling rock book of all time)」と評した。後に『ガーディアン』紙はロックに関する書籍のトップ10 にもこの本を挙げた。マニック・ストリート・プリーチャーズのギタリストであるリッチー・エドワーズについての小説『Richard』を書いたベン・マイヤーズは、『Everything』を「バンドの評伝としては、最も苦労した調査に基づいて、最も情熱的に書かれた本の一つである (one of the most exhaustively researched and passionately written band biographies in existence)」と述べている。後に版元が、リッチー・エドワーズへの警察の捜査について述べられた批判の部分を削除したことをめぐり紛争が生じたため、プライスは2002年に再刊された版については権利をもっていない。
プライスは、他の54名の署名者たちとともに、2010年9月15日付の『ガーディアン』紙に公開書簡を公表して、教皇ベネディクト16世のイギリス公式訪問に反対を表明した。プライスは、また、ヒューマニスツUKの傑出した支持者のひとりでもある。
プライスは、Record of the Day からライブ・レビュー・ライター・オブ・ザ・イヤー (Live Reviews: Writer of the Year) 賞を2010年、2011年、2012年に受賞した。
プライスは、オルタナティブな「グラム/ロック/トラッシュ (glam/rock/trash)」のナイトクラブ「ステイ・ビューティフル (Stay Beautiful)」の設立にも関わった。マニック・ストリート・プリーチャーズの楽曲から名付けられたこのクラブは、このバンドの精神や態度を深く反映していた。このクラブは、ロンドンで10年以上継続された後、2011年にブライトンへ移転し、そこでは2016年まで存続した。